# 仏図澄

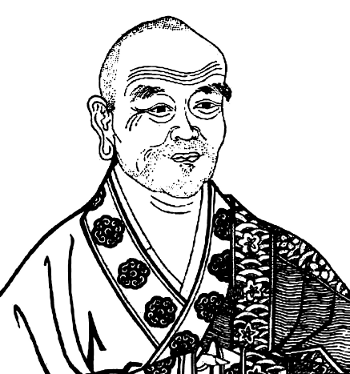
仏図澄

仏図澄（ぶっとちょう、ブッダチンガ、梵: buddhacinga、232年 - 349年1月13日（永和4年12月8日））は五胡十六国時代の西域からの渡来僧。中国の神異僧の筆頭に挙げられる。竺仏図澄とも記載される。姓は白、亀茲国の出身であるという。ウッディヤーナ（烏萇）で出家したのち、罽賓で仏学の研鑚に励んだ。

## 概要
一般的に西域からの渡来僧は、竺法護や鳩摩羅什に代表されるように、最初は口誦やガンダーラ語仏典で、のちにサンスクリット等で書かれた請来仏典を漢字に翻訳する、訳経を行う訳経僧であることが多いが、中には、訳経を全く行わなかった渡来僧もおり、その代表的な人物が仏図澄である。
310年（光興元年）洛陽にやって来て、寺院を建立しようとしたが混乱により果たせなかった。
仏図澄がやって来た当時の中国は、永嘉の乱等の動乱によって西晋が滅亡し、南には東晋が成立し、北では塞外より侵入した五胡と総称される異民族が各地に国を建て分裂していた時代、いわゆる五胡十六国時代であった。
仏図澄は後趙の将軍郭黒略を介して石勒に接見し、戦地において数々の予言を行った事から大いに重用された。これにより石勒や、凶暴な性格として知られる石虎からも信頼を獲得し、高邁な教理ではなく、日常的な点などにおいて彼らを教え導いたと、『高僧伝』や『晋書』の本伝では伝えている。また、その教えの要諦は、人目を引く神異の力ではなく、持律堅固な生活態度にあった。自らの持戒は言うに及ばず、石勒や、石虎のような残虐さで知られる五胡の君主に対しても、五戒の堅持を求めたことが記される。石勒より「大和尚」の称号を与えられた。また、彼の力によって仏寺は893寺が建立され、門信徒の数は1万に上ったという。後趙の建武14年（348年、西暦では349年）、鄴の宮寺で亡くなった。117歳の大往生と伝えられている。
仏図澄が中国の仏教史において重要なのは、第一に、石虎に対して漢人一般住民の出家を公許するよう導いたことである。当時、中原の地では、仏教はあくまで外来の宗教であったので、異民族への布教こそ黙認されていたが、漢人への布教は許されなかったのである。自身も胡の出であった石勒は、漢人の掟には頓着せず、布教を許した。第二には、仏図澄の数多くの弟子の中から、中国仏教の基礎を築くことになる釈道安が出ていることである。竺法護のような訳経僧のもとではなく、仏図澄のような神異僧の門下から、正統的な中国仏教の提唱者が現れたところに、禅宗や浄土教に代表される、後の実践的な中国仏教の原形を見ることができる。
また、彼の門下からは、泰山の竺僧朗、四川に仏教を広めた竺法和、東晋で活躍した竺法汰に代表される、多くの高僧が輩出している。

## 逸話
- 鈴の音から吉凶を予言した[2]。
- 石勒の子・斌を生き返らせた[2]。
- 鉢に水を満たし、そこから蓮の花を咲かせてみせた[2]。
- 腹の中から五臓六腑を引きずり出して、それを水中で洗い清めたのち、元の場所に戻した[2]。

## 伝記資料
- 『晋書』巻95
- 『高僧伝』巻9「晋鄴中竺仏図澄伝」